# アイソウ
株式会社アイソウ（AISO CO., Ltd.）は1961年に創立された家具・インテリア専門店である。ニッポンインテリアチェーンに加盟している。本社は愛媛県伊予市にある。

## 沿革
- 1961年 - 愛媛県松山市木屋町に株式会社愛装を創立。
- 1962年 - 愛媛県松山市花園町に移転。
- 1969年 - ニッポンインテリアチェーン（本部・兵庫県神戸市）[1]に加盟。
- 1973年 - 同地に本店店舗を地上7階建てで建築。
- 1977年 - 伊予店（1994年に現在の伊予本店に変更）開業。
- 1984年 - 株式会社愛装を株式会社アイソウに社名変更。
- 1990年 - 本社事務所を伊予本店に移転。
- 2007年 - 松山市花園町の「アイソウ松山店」を「カーサアイソウ」に変更。
- 2018年12月2日 - 松山店閉店[2]（跡地はコンフォートホテル[3]）